# Fernando de Aguilera y Contreras
 Fernando de Aguilera y Contreras  (Madrid, 20 de agosto de 1784-Madrid, 2 de mayo de 1838), XV marqués de Cerralbo, VIII conde de Alcudia, dos veces grande de España, XIV marqués de Flores Dávila, X marqués de Almarza, VII marqués de Campo Fuerte, VIII conde de Alba de Yeltes,  VII conde de Casasola del Campo, XIII conde de Villalobos, V conde de la Oliva de Gaytán, X conde de Foncalada y VII conde de Fuenrubia, fue un aristócrata español que sirvió en la Real Casa.

## Biografía
Era el segundo hijo de Manuel Isidoro de Aguilera y Galarza Moctezuma, XIII marqués de Cerralbo y de María Josefa Contreras y Vargas Machuca, VII condesa de Alcudia. Sucedió a su hermano, Manuel de Aguilera y Contreras, XIV marqués de Cerralbo, fallecido soltero y sin descendencia en vida de su madre.
Su padre, sumiller del príncipe de Asturias Fernando, facilitó el que su hijo, al igual que el resto de hermanos, ingresara como cadete en la Real Guardia de corps en el año de 1800. 
Falleció el 3 de diciembre de 1802 cuando Fernando contaba con dieciséis años y estudiaba en el Seminario de Nobles. Le sucedió en sus títulos su hijo mayor Manuel. Este a su vez falleció soltero el 27 de junio de 1803 y fue heredado por Fernando. 
El 26 de diciembre de 1807 contrajo matrimonio con María de las Angustias Fernández de Córdova Pacheco, hija de Manuel Antonio Fernández de Córdova y Pimentel, VII marqués de Malpica y de María del Carmen Pacheco Tellez-Girón, que, en 1775, se había convertido en V duquesa de Arión.
Durante la Guerra de la Independencia Española ocupó la presidencia de la Junta Provincial de Salamanca y fue jefe militar de la misma provincia. Tras la contienda el Rey Fernando VII lo nombró gentilhombre grande de España con ejercicio y servidumbre y, en el año de 1819, le encomendó la embajada extraordinaria a la corte de Dresde, para pedir la mano de la princesa María Josefa de Sajonia y, en tal condición, negoció el matrimonio del rey con la princesa María Josefa. Su madre, marquesa viuda de Cerralbo y condesa de Alcudia fue nombrada Camarera mayor de la nueva reina.
Miembro de la masonería (su apodo era “Cincinato”), durante el Trienio Liberal se adscribió al movimiento político triunfante y fue designado jefe político de Madrid. Fue, asimismo, uno de los impulsores, en esos años, del Ateneo Español. Fue también miembro de la Junta Municipal de Sanidad.
Al fracasar el movimiento político liberal en 1823 fue represaliado por el Rey que le retiró la llave de Gentilhombre por el llamado Decreto de Andújar. Su madre también sufrió las consecuencias de las acciones de su hijo al ser cesada como Camarera de Palacio. Moriría tres años más tarde.

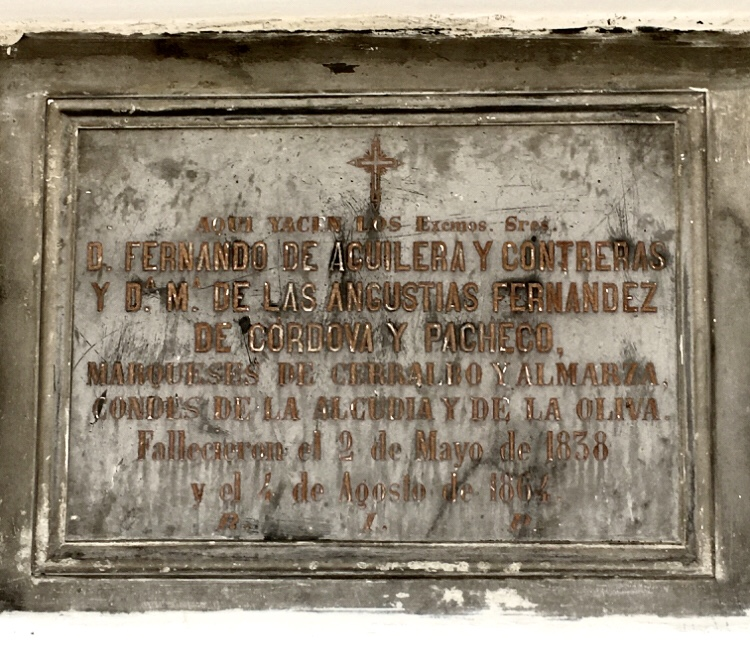
Tumba de Fernando de Aguilera y Contreras y de su esposa

El marqués de Cerralbo hubo de esperar a la muerte de Fernando VII para recuperar su posición en la Corte. Apenas un tiempo después, la reina gobernadora María Cristina de Borbón-Dos Sicilias lo nombró caballerizo mayor de la reina, su hija, puesto que ocupó hasta su fallecimiento y en el que continuó la ambiciosa tarea de reforma iniciada por su antecesor el marqués de Bélgida. También fue nombrado caballero de la Orden del Toisón de Oro, de la Orden de Carlos III y presidente del Consejo de las Órdenes.
Está enterrado en el Cementerio de San Isidro de Madrid junto a su esposa.